# PARVB
A parvina beta (em inglês: parvin, beta), abreviada como PARVB é uma proteína que, em humanos, é codificada pelo gene PARVB.
Os membros da família da parvina, incluindo PARVB, são proteínas que se ligam à actina, desempenhando assim um importante papel na organização do citoesqueleto e na adesão celular. Estas proteínas estão associadas aos contatos focais.

## Sumário
Localização: 22q13.2-q13.33

## Componente de
1. Disco Z
2. Citoesqueleto
3. Citosol
4. Adesão focal
5. Lamellipodium
6. Membrana plasmática